# Call of Duty (videoigra)
Call of Duty (angleško za Klic dolžnosti)  je prvoosebna strelska videoigra izdelana na platformi Quake III: Team Arena, simulacija znanih bitk druge svetovne vojne in sodobnih bojev, ki sta jo izdelali razvijalski skupini Infinity Ward in Activision. Igralec nastopa kot ruski, angleški in/ali ameriški vojak, ki se bori proti nemškim nacističnim silam v Evropi. Izšla je konec leta 2003. Zadnja različica igre je 1.5, ki je priporočena za večigralsko igranje prek različnih omrežij.
V enoigralskem načinu so na voljo tri kampanje - ameriška in angleška se začneta z zavezniško invazijo na Normandijo in nato vodita igralca skozi različne bojne operacije v Evropi, ruska pa se dogaja na vzhodni fronti. Večigralski način se izvaja izključno med živimi igralci, saj so računalniški igralci (»boti«) vključeni šele v 5 reinkarnaciji Call of Duty: World At War.
Večigralski način ponuja pet različnih načinov igre, v katerih različni igralci prevzamejo vloge zavezniških in nemških vojakov:
- DeathMatch (boj na življenje in smrt): vsak proti vsem.
- Team DeathMatch (ekipni boj na življenje in smrt): boj zaveznikov proti okupatorjem.
- Behind Enemy Lines (za sovražnikovo črto): nasprotnika se izmenjaje lovita. Lovilec vidi na radarju, kje je žrtev, žrtev pa ne vidi lovilca. Žrtev pridobiva točke z vsako sekundo ko ostane živa. Kdor prej zbere določeno število točk je zmagovalec.
- Search and Destroy (poišči in uniči): zavezniška stran mora v določenem času podstaviti Nemcem eksploziv na katero koli od dveh odrejenih točk. Zavezniki so zmagali, če uspejo po nastavitvi eksploziva ostati živi dokler ga ne raznese. Okupatorska stran zmaga, če uspe zaveznike pobiti preden postavijo eksploziv, ali če demontira že postavljen eksploziv, saj imajo zavezniki na voljo le en kos.
- Retrival (prinos): zaveznik mora predmet odnesti na določeno območje, okupator pa mu mora to preprečiti.

Udeleženci lahko boj samo opazujejo kot opazovalci (»spectator«) s pomočjo leteče kamere ali skozi oči poljubnega udeleženca.
Na podlagi uspeha igre je kasneje nastalo več nadaljevanj, začenši s Call of Duty 2, ki tvorijo istoimensko serijo.